# Leptotyphlops reticulatus
Leptotyphlops reticulatus este o specie de șerpi din genul Leptotyphlops, familia Leptotyphlopidae, descrisă de Boulenger 1906. Conform Catalogue of Life specia Leptotyphlops reticulatus nu are subspecii cunoscute.